# Ex Inferis
Ex Inferis er den anden ep af det svenske melodiske black metal-band Naglfar der blev udgivet i 2002.

## Numre
1. "Of Gorgons Spawned Through Witchcraft" – 5:11
2. "Dawn of Eternity" – 4:28
3. "Emerging From Her Weepings" – 6:31
4. "When Autumn Storms Come" – 6:13
5. "The Brimstone Gate" – 5:08

## Musikere
- Jens Rydén – Vokal
- Kristoffer "Wrath" Olivius – Vokal, bas
- Andreas Nilsson – Guitar
- Marcus "Vargher" E. Norman – Guitar
- Mattias Grahn – Trommer